# 安妮塔·查普曼
安妮塔·查普曼（英語：Anita Chapman，1952年7月3日—），英国女子射箭运动员。她曾代表英国参加1996年、2000年和2004年夏季残疾人奥林匹克运动会射箭比赛，获得二枚金牌、二枚银牌和一枚铜牌。